# Nippon kempo
El Nippon kempo (en japonés 日本拳法) es un arte marcial japonés derivado del Sumai una técnica antigua de la que proviene el Sumo actual entre otras. Inicialmente se creó con la finalidad de preservar la defensa y ataque en un combate real, pese a que muchas disciplinas omitían los golpes reales en sus combates se hizo con el fin de ser un estilo usado ampliamente por el cuerpo militar japonés .
Lema: "Nippon Kempo, es un camino de superación personal, para crecer como ser humano y ser más fuerte. No sólo física, sino también espiritualmente, encontrando así armonía con uno mismo y el universo."
En los combates de Nippon Kempo se denota la contundencia y la utilización de todo tipo de técnica marcial: golpes, patadas, rodillas, llaves, proyecciones, pelea en el suelo, sumisión, etc. En ésta disciplina se utiliza la armadura o Bogu la más destacada de su características ya que gracias a este es posible desarrollar un entrenamiento y combate sin que los practicantes sufran lesiones graves o permanentes (peto, careta, guantes especiales(bogu)).
Fue creado por Masaru Sawayama a mediados de 1932.